# Saint-Laurent-de-Gosse
Pour les articles homonymes, voir Saint-Laurent.
Saint-Laurent-de-Gosse est une commune française située dans le département des Landes en région Nouvelle-Aquitaine.
Le gentilé est Saint-Laurentin.

## Géographie

### Localisation
La commune est située dans le pays de Gosse, au bord de l'Adour. Elle est limitrophe du département des Pyrénées-Atlantiques.

### Communes limitrophes
Les communes limitrophes sont Urt, Biarrotte, Biaudos, Saint-Barthélemy, Sainte-Marie-de-Gosse et Guiche.
| Biaudos          | Biarrotte                  | Sainte-Marie-de-Gosse         |
|                  | Saint-Laurent-de-Gosse     | Guiche (Pyrénées-Atlantiques) |
| Saint-Barthélemy | Urt (Pyrénées-Atlantiques) |                               |

### Lieudits et hameaux
Deux quartiers composent la commune de Saint-Laurent-de-Gosse :
- le château de Gurgue ;
- le château de Montpellier-sur-Adour.

### Climat
Pour des articles plus généraux, voir Climat de la Nouvelle-Aquitaine et Climat des Landes.
Historiquement, la commune est exposée à un micro climat océanique basque.  
En 2020, Météo-France publie une typologie des climats de la France métropolitaine dans laquelle la commune est dans une zone de transition entre le climat océanique et le climat de montagne et est dans la région climatique  Pyrénées atlantiques, caractérisée par une pluviométrie élevée (>1 200 mm/an) en toutes saisons, des hiver très doux (7,5 °C en plaine) et des vents faibles.
Pour la période 1971-2000, la température annuelle moyenne est de 13,7 °C, avec une amplitude thermique annuelle de 13,4 °C. Le cumul annuel moyen de précipitations est de 1 367 mm, avec 12,8 jours de précipitations en janvier et 8,1 jours en juillet. Pour la période 1991-2020, la température moyenne annuelle observée sur la station météorologique la plus proche, située sur la commune de Saint-Martin-de-Hinx à 5 km à vol d'oiseau, est de 14,2 °C et le cumul annuel moyen de précipitations est de 1 410,1 mm,. Pour l'avenir, les paramètres climatiques de la commune estimés pour 2050 selon différents scénarios d’émission de gaz à effet de serre sont consultables sur un site dédié publié par Météo-France en novembre 2022.

## Urbanisme

### Typologie
Au 1er janvier 2024, Saint-Laurent-de-Gosse est catégorisée commune rurale à habitat dispersé, selon la nouvelle grille communale de densité à sept niveaux définie par l'Insee en 2022.
Elle est située hors unité urbaine. Par ailleurs la commune fait partie de l'aire d'attraction de Bayonne (partie française), dont elle est une commune de la couronne,. Cette aire, qui regroupe 56 communes, est catégorisée dans les aires de 200 000 à moins de 700 000 habitants,.

### Occupation des sols

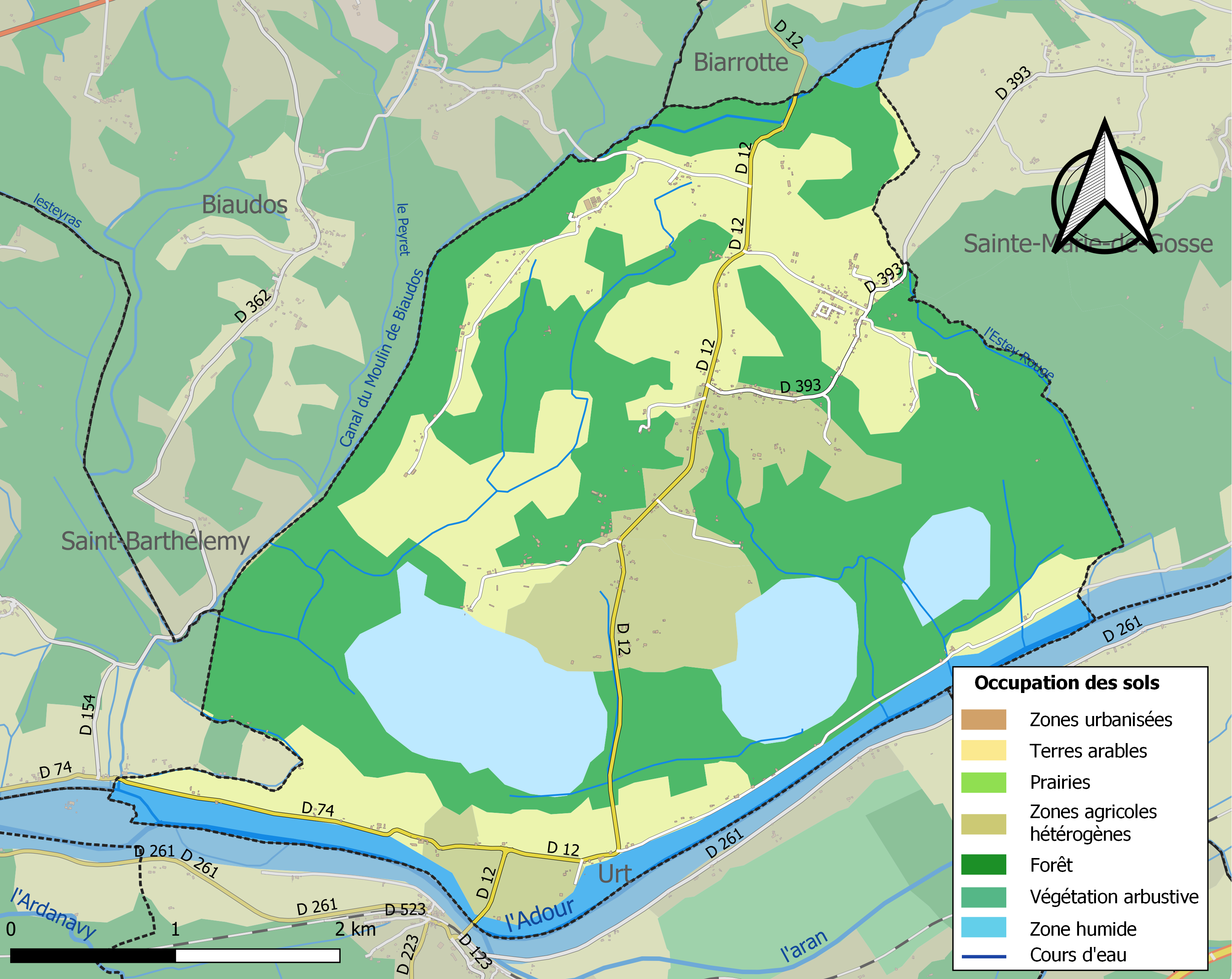
Carte des infrastructures et de l'occupation des sols de la commune en 2018 (CLC).

L'occupation des sols de la commune, telle qu'elle ressort de la base de données européenne d’occupation biophysique des sols Corine Land Cover (CLC), est marquée par l'importance des forêts et milieux semi-naturels (43,8 % en 2018), en diminution par rapport à 1990 (44,6 %). La répartition détaillée en 2018 est la suivante : 
forêts (43,8 %), terres arables (26,7 %), zones humides intérieures (12,4 %), zones agricoles hétérogènes (11,9 %), eaux continentales (5,2 %). L'évolution de l’occupation des sols de la commune et de ses infrastructures peut être observée sur les différentes représentations cartographiques du territoire : la carte de Cassini (XVIIIe siècle), la carte d'état-major (1820-1866) et les cartes ou photos aériennes de l'IGN pour la période actuelle (1950 à aujourd'hui).

### Risques majeurs
Le territoire de la commune de Saint-Laurent-de-Gosse est vulnérable à différents aléas naturels : météorologiques (tempête, orage, neige, grand froid, canicule ou sécheresse), inondations, feux de forêts, mouvements de terrains et séisme (sismicité modérée). Un site publié par le BRGM permet d'évaluer simplement et rapidement les risques d'un bien localisé soit par son adresse soit par le numéro de sa parcelle.
Certaines parties du territoire communal sont susceptibles d’être affectées par le risque d’inondation par débordement de cours d'eau, notamment l'Adour. La commune a été reconnue en état de catastrophe naturelle au titre des dommages causés par les inondations et coulées de boue survenues en 1988, 1999, 2009, 2014, 2018, 2019 et 2021,.
Saint-Laurent-de-Gosse est exposée au risque de feu de forêt. Depuis le 20 avril 2016, les départements de la Gironde, des Landes et de Lot-et-Garonne disposent d’un règlement interdépartemental de protection de la forêt contre les incendies. Ce règlement vise à mieux prévenir les incendies de forêt, à faciliter les interventions des services et à limiter les conséquences, que ce soit par le débroussaillement, la limitation de l’apport du feu ou la réglementation des activités en forêt. Il définit en particulier cinq niveaux de vigilance croissants auxquels sont associés différentes mesures,.
Les mouvements de terrains susceptibles de se produire sur la commune sont des tassements différentiels.

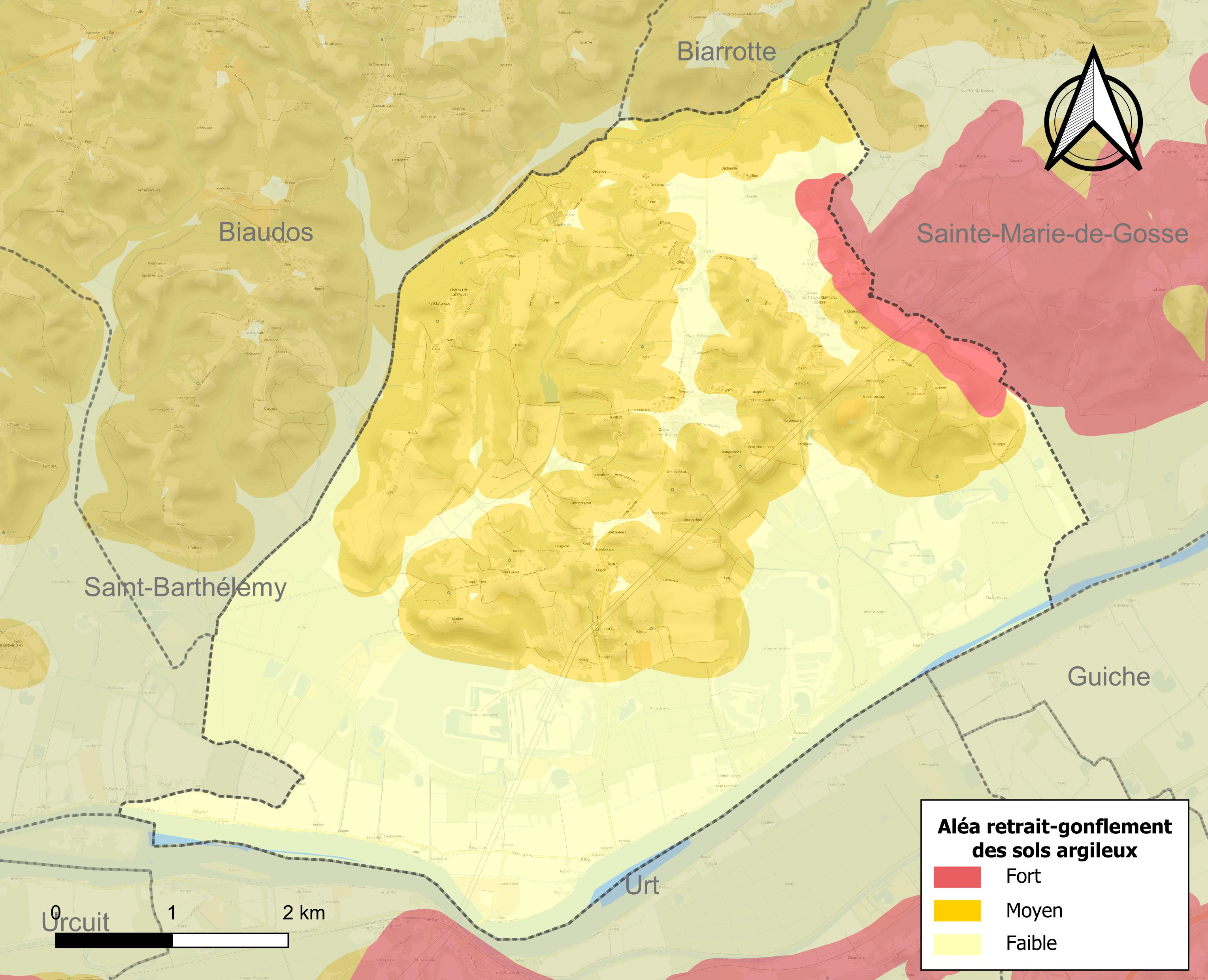
Carte des zones d'aléa retrait-gonflement des sols argileux de Saint-Laurent-de-Gosse.

Le retrait-gonflement des sols argileux est susceptible d'engendrer des dommages importants aux bâtiments en cas d’alternance de périodes de sécheresse et de pluie. 49,7 % de la superficie communale est en aléa moyen ou fort (19,2 % au niveau départemental et 48,5 % au niveau national). Sur les 282 bâtiments dénombrés sur la commune en 2019,  182 sont en aléa moyen ou fort, soit 65 %, à comparer aux 17 % au niveau départemental et 54 % au niveau national. Une cartographie de l'exposition du territoire national au retrait gonflement des sols argileux est disponible sur le site du BRGM,.
Concernant les mouvements de terrains, la commune a été reconnue en état de catastrophe naturelle au titre des dommages causés par des mouvements de terrain en 1999.

## Toponymie
Son nom occitan gascon est Sent Laurenç de Gòssa.

## Histoire
Petite commune rurale du canton de Seignanx qui compte environ 500 habitants. Le centre du village se trouve dans la partie haute de la commune tandis le fleuve se trouve en contrebas. L'Adour a longtemps rythmé la vie des villages qui le bordent. Axe commercial de première importance, c'est par lui que transitait les marchandises comme les céréales, le bois de chauffage mais aussi les mâts, venus tout droit des forêts d'altitude des vallées pyrénéennes, pour les bateaux de la flotte de l'arsenal de Bayonne et bien d'autres marchandises encore… C'est sur des embarcations de tonnages plus ou moins importants, dont certaines étaient tirées depuis les berges tout d’abord par les hommes, puis par des bœufs ou des chevaux, et d'autres naviguant grâce à leur voile, que s'est organisé le commerce. L'Adour est resté le moyen de transport majeur jusque dans les années 1920, à l'arrivée du diesel. Témoin de cette époque d'intense activité maritime : les maisons bourgeoises sur les berges de l'Adour ou encore les châteaux comme celui de Roll-Montpellier qui date du XVIIIe siècle. Le GR 8 permet de relier le fleuve au village.
Le 2 octobre 1699, Jean de Roll-Montpellier acheta des terres à Saint-Laurent-de-Gosse sur les bords de l'Adour, où il fit construire le château de Montpellier à la place d'une ancienne métairie qui s'appelait déjà Montpellier.
Le château de Montpellier a été vendu au milieu du XXe siècle par la famille de Roll-Montpellier.
Le château de Larunque, construit à la fin du XIXe siècle par la famille de La Croix de Ravignan. Il a fait l'objet d'un incendie partiel en 1977 et a été rénové en 1995 avec une inspiration architecturale italienne.
Le château Vieux, situé au bourg du village a toujours appartenu à la famille de Roll-Montpellier. Il est actuellement occupé par des descendants de cette famille.
Au cours de la période de la Convention nationale (1792-1795), la commune porta le nom révolutionnaire de Barra.
Le 9 avril 1962, Saint-Laurent devient Saint-Laurent-de-Gosse.

## Héraldique
| Blason de Saint-Laurent-de-Gosse | Blason  | De gueules à trois roses mal ordonnées d'or, boutonnées d'argent; mantelé d'argent chargé en chef d'une tierce d'azur. |
| Blason de Saint-Laurent-de-Gosse | Détails | Le statut officiel du blason reste à déterminer.                                                                       |

Blason du village de Saint-Laurent-de-Gosse
| Blason de Saint-Laurent-de-Gosse | Blason  | «D'or au mont de six coupeaux de sinople accompagné en chef de deux roses de gueules ; au chef d'azur chargé d'un soleil d'or » |
| Blason de Saint-Laurent-de-Gosse | Détails | Le statut officiel du blason reste à déterminer.                                                                                |

Les armes de la famille de Roll-Montpellier. Ce blason est présent sur un vitrail de l'église de Saint-Laurent-de-Gosse

## Politique et administration
| Période                                  | Période   | Identité         | Étiquette | Qualité                       |
| ---------------------------------------- | --------- | ---------------- | --------- | ----------------------------- |
| 1989                                     | mars 2014 | Guy Duces        | DVG       | Inspecteur contrôle technique |
| mars 2014                                | En cours  | Isabelle Cazalis | DVG       | Responsable administrative    |
| Les données manquantes sont à compléter. |           |                  |           |                               |

## Démographie
| 1793 | 1800 | 1806 | 1821 | 1831 | 1836 | 1841 | 1846 | 1851 |
| ---- | ---- | ---- | ---- | ---- | ---- | ---- | ---- | ---- |
| 580  | 645  | 664  | 690  | 812  | 789  | 855  | 862  | 872  |

| 1856 | 1861 | 1866 | 1872 | 1876 | 1881 | 1886 | 1891 | 1896 |
| ---- | ---- | ---- | ---- | ---- | ---- | ---- | ---- | ---- |
| 867  | 806  | 809  | 834  | 829  | 832  | 821  | 878  | 701  |

| 1901 | 1906 | 1911 | 1921 | 1926 | 1931 | 1936 | 1946 | 1954 |
| ---- | ---- | ---- | ---- | ---- | ---- | ---- | ---- | ---- |
| 733  | 712  | 668  | 613  | 584  | 528  | 527  | 506  | 487  |

| 1962 | 1968 | 1975 | 1982 | 1990 | 1999 | 2005 | 2006 | 2010 |
| ---- | ---- | ---- | ---- | ---- | ---- | ---- | ---- | ---- |
| 421  | 414  | 384  | 385  | 420  | 481  | 499  | 497  | 560  |

| 2015 | 2020 | 2022 | - | - | - | - | - | - |
| ---- | ---- | ---- | - | - | - | - | - | - |
| 598  | 699  | 735  | - | - | - | - | - | - |

## Lieux et monuments

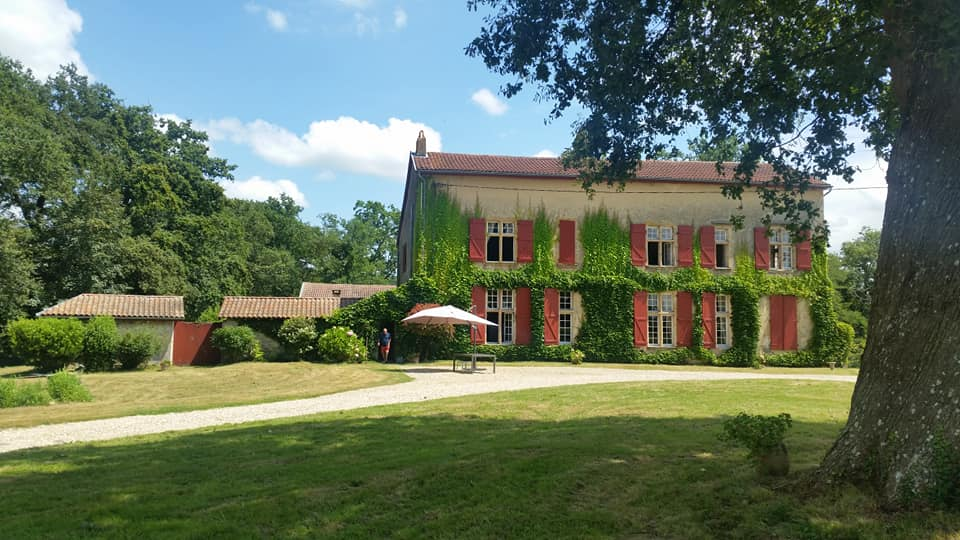
Le château Vieux, situé dans le bourg du village.

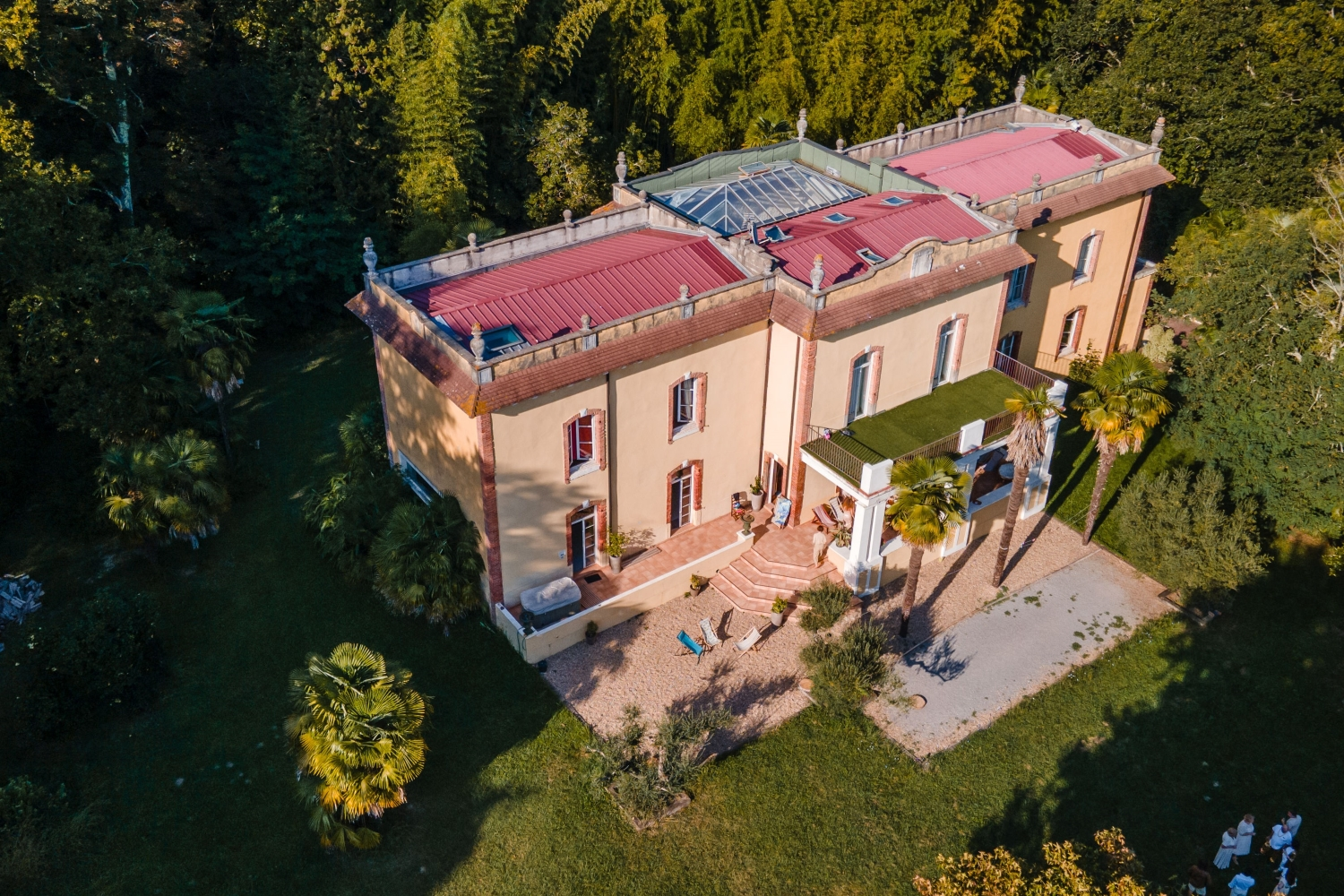
Le château de Larunque***

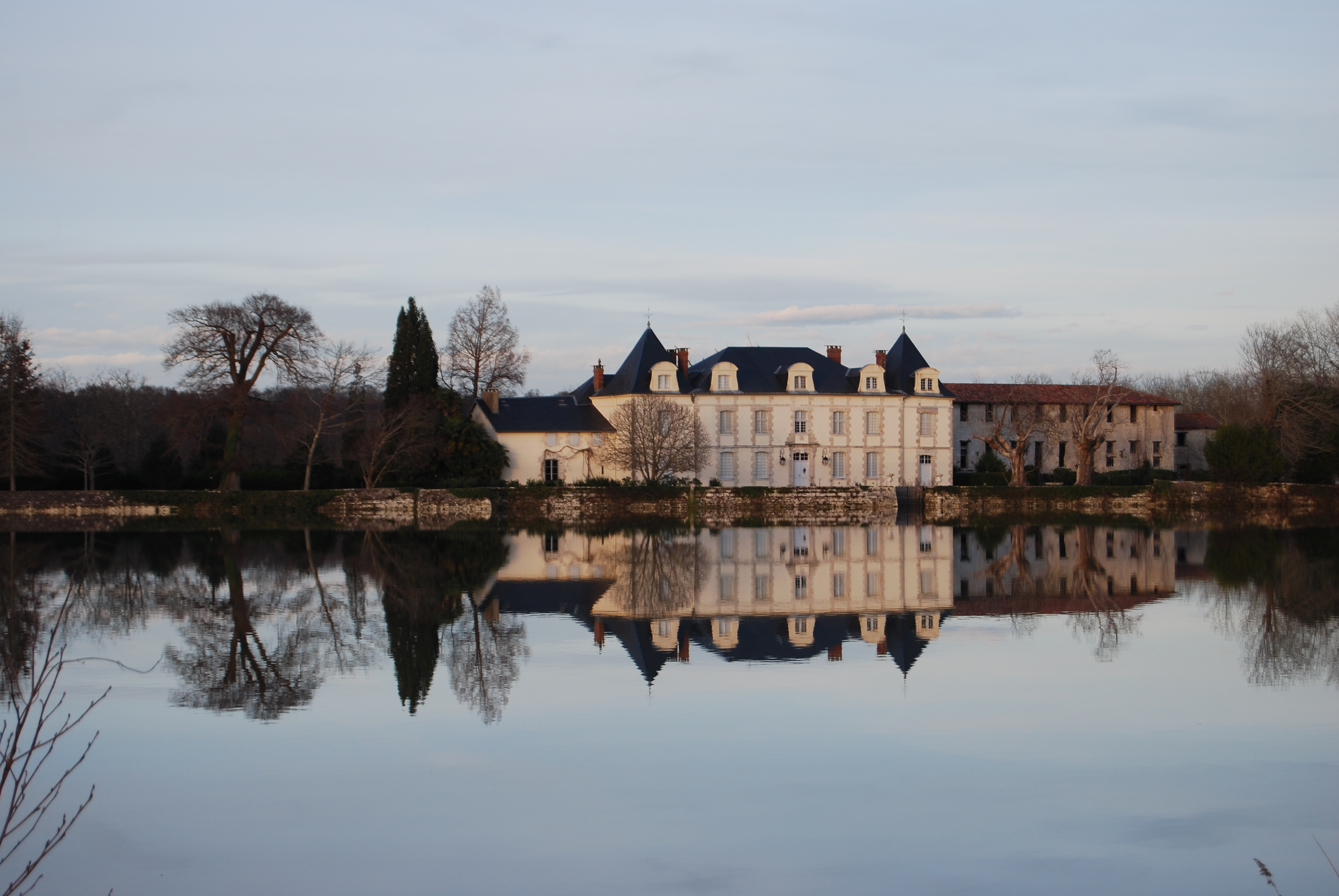
Le château de Montpellier.

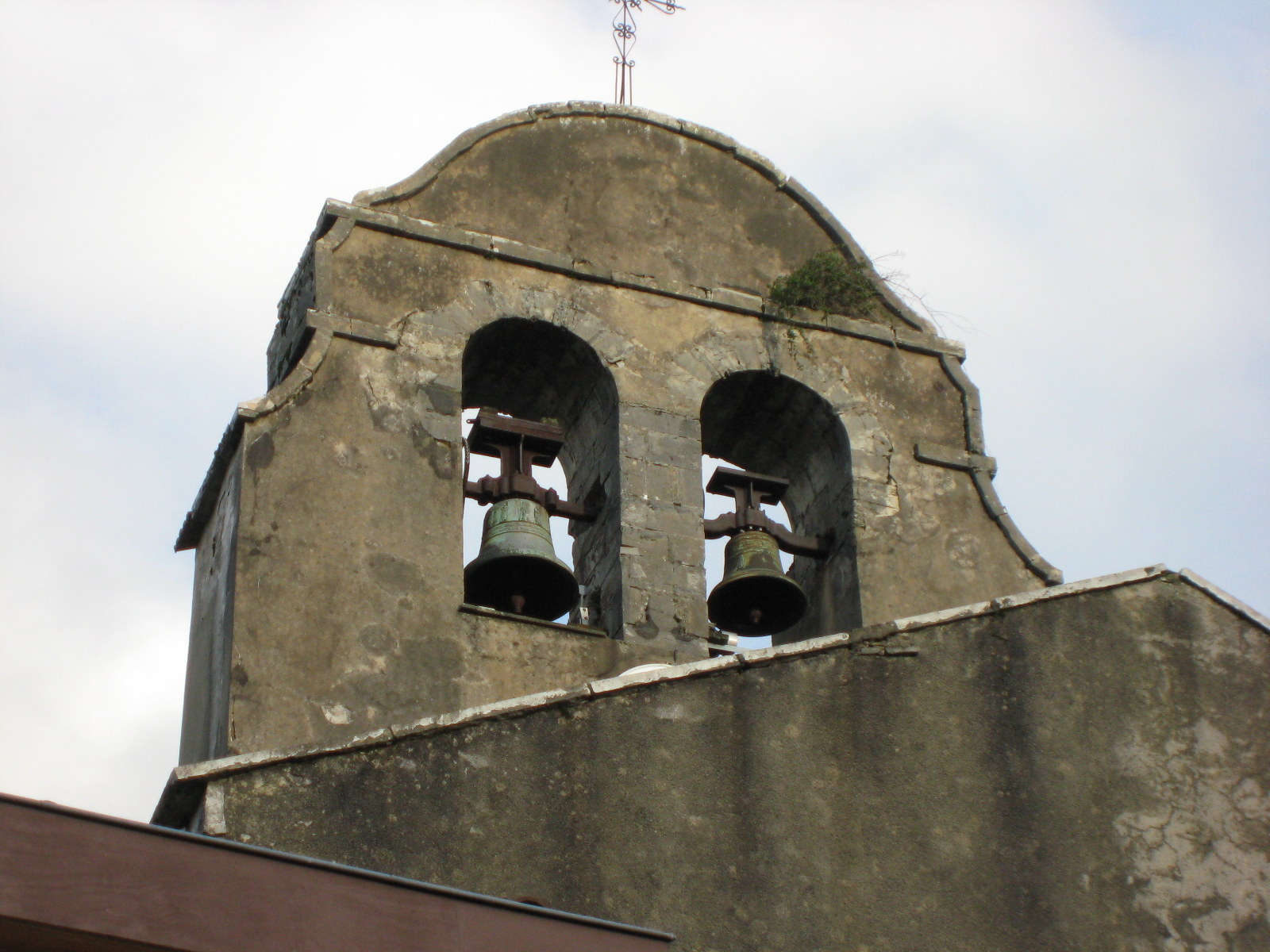
L'église Saint-Laurent.

- Le château de Montpellier est un monument historique privé du XVIIIe siècle.
- Le château de Larunque, construit au XIXe siècle est actuellement un lieu d'hébergement touristique et de séminaire
- Église Saint-Laurent de Saint-Laurent-de-Gosse[30].
- Le château Vieux, situé dans le bourg du village.

### Culte
- Église protestante Mission Compassion.

## Personnalités liées à la commune
- Michel Crauste, joueur de rugby à XV né en 1934 dans la commune.